# 国家統一綱領
国家統一綱領（こっかとういつこうりょう、國家統一綱領、略称は国統綱領）とは中華民国の大陸政策に関する基本政策。国家統一委員会（国統会）が1991年2月23日の第3回会議により議決し、同年3月14日に行政院2223回会議により採択された。しかし、2000年に「国統綱」はその基本原則としての機能を失い空文化、2006年2月27日に「適用終了」が宣言された。

## 概要
国統綱は当時の李登輝総統の参加の下に策定された。「一つの中国」の原則が掲げられたことは1992年に香港で中華人民共和国側の窓口機関海峡両岸関係協会（海協会）と中華民国側の窓口機関海峡交流基金会（海基会）の協議、さらに翌1993年にシンガポールで海協会の汪道涵会長と海基会の辜振甫董事長による初の中台トップ会談（第一次辜汪会談）が実現する契機となったとされる。
しかし、2000年に総統に就任した陳水扁は「四不一沒有（四つのノー、一つのない）」の声明の中で、国統綱の存続を政権公約としていたが、2005年に中国の胡錦濤政権が制定した反国家分裂法制定に対し、既に台湾に武力威嚇をしないという原則が崩壊したとしてこれを「終止」することを宣言した。
「廃止」ではなく「終止」という表現を用いたのは、台湾海峡の緊張が高まることを懸念するアメリカ合衆国が「凍結」に変更するよう要求したことに配慮したためと言われている。陳水扁政権は法律用語として「終止」が適当であったという声明を発表し、アメリカに対する配慮を否定している。

## 内容

### 目標
民主、自由、豊かな中国の創造

### 原則
1. 中国大陸及び台湾は均しく中国の領土であり、国家統一の促進は中国人の共通の責務である。
2. 中国統一は国民全体の幸福を目的とし、党派抗争によらない。
3. 中国統一の実現、中華文化の発揚、人間としての尊厳を守り、基本的人権の保障、民主的政治の実践を目的とする。
4. 中国統一の時期と方法は台湾地区人民の権益を尊重し、その安全と幸福を守り、同時に理性、平和、対等、相互利益という原則の下で、一歩ずつ段階的に実現していく。

### 過程
1、 短期的（相互交流）
- 交流による相互理解を促進し、相互利益により敵対関係を解消する。交流は相互の安全と安定を阻害せず、相互の政治実態を否定せずに良好な相互協力関係を形成する。
- 両岸交流の秩序を策定し、交流規範を制定、仲介機構の設立により、両岸人民の権益を守る。段階的に各制限を緩和し、両岸の民間交流を拡大、相互社会の繁栄を促進する。
- 国家統一を目標とした両岸人民の幸福を増進するため大陸地区は積極的な経済改革を推進し、段階的な世論の開放と民主法治体制を確立する。台湾地区は憲政改革を速やかに実施し、国家建設を推進して、人民が平等に豊かな社会を形成する。
- 両岸の敵対状態を解除し、一つの中国の原則の下、平和な方法であらゆる紛争を解決し、国際社会に於いて相互尊重を行い、一方を排除することなく相互協力の状態を形成させる。

2、 中期的（相互信頼）
- 両岸は対等な政府交流を行なう。
- 両岸の交流は通信、通航、通商を通じて実施する。大陸東南部沿海地区を共同開発し、段階的にその他の地域を対象とし、両岸生活水準の差異を解消する。
- 両岸は国際組織加盟と活動に相互協力する。
- 両岸政府高官が相互訪問し、統一のための有利な条件を協議する。

3、 長期的（協商、統一）
両岸統一の協議機関を設置し、両岸人民の希望により民主政治、自由経済、社会的平等、軍隊の国家化の原則の下、統一事業を共同協議し、立憲政治体制を確立し、民主的で自由、そして均しく豊かな中国を建設する。